# Ефект генерації
Ефект генерації – це явище, при якому інформація краще запам’ятовується, якщо вона створюється в голові, а не просто прочитана або почута . Дослідники намагалися пояснити, чому створену в голові інформацію краще запам’ятати, ніж прочитану, але єдиного пояснення немає.

## Експерименти
Ефект генерації, як правило, досягається в експериментах з когнітивної психології, коли учасникам пропонується придумувати слова з уривків слів. Цей ефект також було продемонстровано за допомогою інших експериментів, наприклад, коли придумується слово після того, як представили його антонім або синонім, придумуються ключові слова в абзацах, зображеннях та арифметичних задачах.  Крім того, ефект генерації був виявлений у дослідженнях із використанням тестів на вільне запам’ятовування, згадування та розпізнавання. В одному дослідженні суб’єкту було надано слово-стимул, першу букву відповіді та слово, що пов’язує їх. Наприклад, за правилом протилежності, слово-стимул «гарячий» і буква «х», маємо отримати слово «холодний». З тих пір ця методологія використовувалася в більшості експериментів, що досліджували ефект генерації.

## Причини

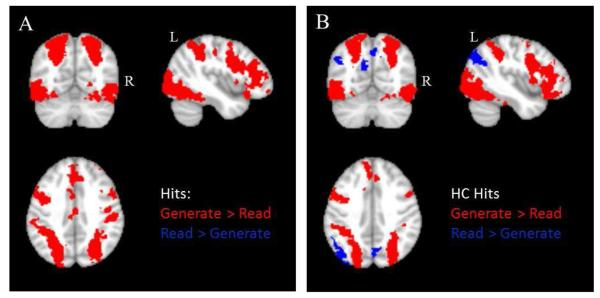
Статистична картинка активності під час розпізнавання з використанням ефекту генерації

### Гіпотеза лексичної активації
Відповідно до гіпотези лексичної активації, учасник повинен шукати свою семантичну пам’ять у процесі генерації. Пошук активує семантичні функції в пам’яті, які пов’язані з цільовим елементом. Під час пошуку цільового елемента тестування семантичної ознаки служать сигналом пошуку та допомагає знайти шуканий елемент. Одне дослідження, яке провели Пейн, Нілі та Бернсом, додатково перевірило цю гіпотезу. Їхнє дослідження полягало в тому, щоб перевірити, чи працює ефект генерації не тільки на слова? Щоб перевірити це, вони дослідили 168 студентів бакалаврату Пердью. Дослідники розділили учасників на дві групи. У першій групі були пари слів або не слів, які римувалися, і їм було запропоновано прочитати обидва слова вголос. У другій групі було слово або не слово, а в наступному слові перша літера, а потім пропуски, і їм сказали прочитати перше слово вголос і вгадати слово, яке починається з представленої літери та римується з першим словом. Результати були очікуваними. Відповідно до гіпотези лексичної активації, учасники генерували лише слова, а не поняття чи об'єкти.

### Процесуальний опис
Процедурний опис, який ґрунтується на гіпотезі лексичної активації, стверджує, що люди частіше братимуть участь у певних пізнавальних процедурах під час розпізнавання елементів, аніж під час читання. Процес генерації спонукає людей пов’язувати елемент з інформацією в пам’яті (на відміну від гіпотези лексичної активації, інформація в пам’яті не обов’язково знаходиться в лексиконі). Ефект генерації виникає, якщо процедури, використані під час розпізнавання, відновлюються під час перевірки пам'яті. Процедурний обліковий запис також пов’язаний з обробкою, що відповідає передачі інформації, оскільки вони викликають або не викликають ефект генерації залежно від процесів розпізнавання та пошуку.

### Багатофакторний рахунок обробки, що відповідає переказу
Відповідно до багатофакторного облікового запису обробки, що відповідає передачі інформації, завдання генерування змушує учасників зосередитися на типі інформації, необхідної для вирішення завдання генерування слова. Коли наступний тест чутливий до того ж типу інформації, виникає ефект генерації. Однак, коли не існує відповідності між типом інформації, яка обробляється для вирішення завдання генерації, і типом інформації, необхідної для успішного виконання наступного тесту, ефект генерації не виникає. Наприклад, учасник, якому потрібно генерувати цілі однієї категорії на основі відмінних семантичних сигналів (наприклад, МУРКОТІННЯ-К_Т, СІДЛО-К_НЬ), ймовірно, помітить схожість між цілями (наприклад, усі вони тварини). Цей тип маніпуляцій сприятиме реляційній обробці всього списку, що може підвищити продуктивність генерації під час тесту на запам'ятовування. Інші маніпуляції можуть акцентувати увагу на обробці сигналу-цілі, тим самим допомагаючи продуктивності генерації на тестах запам'ятовування сигналів.
Було виявлено, що ефект генерації був незмінним для різних типів згадування з пам’яті. 

## Обмеження
Маніпулюючи матеріалами чи інструкціями, експериментатори зменшили або виключили ефект генерації. Це говорить про те, що є випадки, коли читання може мати такі ж здобутки, як і генерування. Наприклад, коли учасникам дають інструкції обробляти інформацію способом, подібним до обробки, яку виконували учасники в умовах генерації, перевага генерації між групами була усунена. В іншому дослідженні учасники, які використовували стратегію обробки (образність), яка була ефективнішою, ніж читання, працювали так само добре, як і ті, хто генерували. 
Хоча ефект генерації є гарним відкриттям, є деякі дослідження, які не виявили жодних значних переваг генерації порівняно з читанням. Наприклад, одне дослідження не виявило ефекту генерації, коли вони використовували юридичні слова, і виявило зменшений ефект генерації, коли вони використовували матеріал, незнайомий учасникам. Дослідники дійшли висновку, що генерація може мати обмежену ефективність при застосуванні до нового або незнайомого матеріалу. Це викликає певне занепокоєння, тому що, якщо ефект генерації потрібно включити в освітні практики, такі як навчання в класі, хотілося б, щоб це допомогло студентам вивчити новий матеріал.
Цілком можливо, що ефект генерації може викликати компроміс у розпізнаванні інформації про елемент та асоціативної інформації. Обробка специфічних для елемента ознак цільового елемента може бути покращена під час генерування, а генерація може також покращити обробку відношення сигналу до цілі. Але для розпізнавання потрібні ресурси з обмеженою ємністю, тому краще розпізнавання одного типу інформації може мати місце за рахунок розпізнавання іншої інформації. Це також має наслідки для застосування генерації до освітніх практик, оскільки навіть якщо покоління покращує запам’ятовування конкретних слів, пам’ять для контекстної інформації, що оточує ці слова, може постраждати.

## Практичні застосування
Ефект генерації виглядає багатообіцяючим як стратегія навчання, особливо для запам'ятовування навчального матеріалу. Наразі дослідники з UCLA та UC Berkeley досліджують способи включення стратегій навчання, таких як ефект генерації, а також інші «бажані труднощі», в класах.
Існує кілька способів використання генерації, щоб допомогти зберегти інформацію в пам’яті. Ось кілька прикладів:
- Прочитайте розділ книги. Потім закрийте книгу та придумайте запитання (і дайте відповіді на них) про те, що ви щойно прочитали.
- Якщо в кінці розділу є запитання для повторення, дайте відповіді на них, не підглядаючи в текст підручника.
- Використовуйте картки (для тренування), щоб перевірити себе.
- Якщо ви викладач (або якщо ви хочете написати практичний тест для когось), створіть тести, які вимагають заповнення пробілів, коротких відповідей або розгорнутих відповідей, а не відповідей з кількома варіантами.

## Винятки
У літературі є кілька повідомлень, які припускають, що особи з діагнозом ДАТ (що означає деменцію Альцгеймерівського типу) не демонструють ефекту генерації. Одне дослідження включало 42 здорових дорослих, 23 з дуже легкою формою ДАТ і 26 з легким ДАТ. Дослідники Крісті С. Мултауп і Девід А. Балота запропонували учасникам прочитати деякі речення (наприклад, «Кінь перестрибнув через паркан») і створити закінчення інших речень (наприклад, «Джентльмен відкрив «»). Пізніше учасникам давали суб’єкти речень (наприклад, «кінь»; «джентльмен») і просили пригадати об’єкт, який був у парі зі словами в попередніх реченнях (наприклад, «паркан»; «двері»). Здорові літні люди краще запам’ятали слова, які вони створили, порівняно з 383 словами, які вони прочитали (тобто значний ефект генерації). Навпаки, люди з діагнозом ДАТ не показали різниці в запам’ятовуванні слів, які вони створили, і слів, які вони прочитали. Аналогічно, в іншому дослідженні повідомлялося про чотири експерименти з тією ж групою з 18 осіб ДАТ і виявило мало доказів ефекту генерації у пригадуванні слів, розпізнаванні слів або відкликанні інструкцій щодо дії.

## Тварини
Є деякі докази того, що тварини також демонструють ефект генерації під час навчання. Однак останні роботи ставлять під сумнів ідеі, що тварини демонструють ефект генерації.